# Abronia oaxacae
El dragoncito oaxaqueño (Abronia oaxacae) es una especie de lagarto escamoso ánguido del género Abronia. Fue descrito por el herpetólogo británico-alemán Albert Gotthilf Günther en 1885.

## Descripción
Los ejemplares adultos del dragoncito oaxaqueño presencian una coloración dorsal que varía de café claro a café verdoso, con algunas manchas oscuras que forman de seis a ocho bandas transversales que recorren el tronco del lagarto. El vientre del lagarto es de color es crema. Los miembros de esta especie alcanzan a medir hasta 11.7 cm de longitud hocico-cloaca.
El dragoncito oaxaqueño se puede distinguir de otras especies de su género por el siguiente patrón de escamas:
- La ausencia o reducción de la escama frontonasal;
- Pérdida de la escama supralabial posterior;
- La separación de la escama supralabial anterior de la canto-loreal;
- La presencia de cuatro escamas nucales;
- Y por último, la presencia de escamas granulares a los lados del cuello de forma estrecha y la carencia de estos gránulos en el pliegue de piel lateral.

## Distribución y hábitat
El dragoncito oaxaqueño se distribuye por el estado mexicano de Oaxaca, específicamente en Tehuantepec y en la Sierra Juárez.
Habita en climas templados húmedos y subúmedos en altitudes que van de los 2100 a los 2743 m s. n. m. La especie es arborícola como la mayoría de los lagartos del  género Abronia. Se encuentra en bosques de pino-encino. Se ha registrado en áreas moderadamente perturbadas.
Varias de las localidades de la Sierra de Juárez, se encuentran en un aceptable estado de conservación, esto debido principalmente la dificultad para el acceso a estas zonas por parte del ser humano.